# Protéine inhibitrice de l’apoptose liée au chromosome X
La protéine inhibitrice de l’apoptose liée au chromosome X (XIAP) fait partie de la famille des protéines inhibitrices de l’apoptose (IAPs). 
XIAP a été identifié par Duckett et al. en 1996. Cette protéine est également connue sous les noms suivants : BIRC4, IAP3, X-linked IAP, IAP-like protein et HILP. 

## Famille IAPs
La famille IAPs est une famille de protéines anti-apoptotiques. Jusqu’à présent huit homologues IAPs ont été identifiés chez les mammifères : XIAP, hILP2, c-IAP1, c-IAP2, ML-IAP, NAIP, Survivin et Apollon.
Toutes les IAPs contiennent de un à trois domaines IAP répétés du baculovirus (BIR), chaque domaine BIR comporte environ 70 acides aminés. Sur les huit IAPs humaines recensées à ce jour, cinq contiennent à leur extrémité C-terminale un domaine RING.

## Description de XIAP
XIAP est une protéine de 57 kDa. Elle contient trois domaines BIR amino-terminaux et un domaine RING carboxy-terminal.
Le tableau suivant résume les principales caractéristiques de XIAP:
| Nom                | X-linked inhibitor of apoptosis protein (XIAP) |
| Taille en a.a.     | 497 |
| Symbole du gène    | BIRC4 |
| Locus              | Xq25 |
| %H, %E et %C       | 18.9, 12.3, 68.8 |
| Localisation       | Cytoplasme |
| Sites d’expression | Cerveau, colon, fœtus, cœur, reins, foie, poumons, ovaires, pancréas, placenta, prostate, muscle squelettique, intestin grêle, rate, testicules et thymus |
| ------------------ | --- |

## Fonctions anti-apoptotiques de XIAP

### Inhibition des caspases 3, 7 et 9
Deux voies différentes peuvent entraîner l’apoptose :
- la voie du récepteur de la mort cellulaire Fas (voie extrinsèque) : la stimulation du récepteur par son ligand Fas-L conduit à l’activation de la caspase 8 ;
- la voie mitochondriale (voie intrinsèque) entraînée par divers stimuli tels que les UV et la chimiothérapie (agents endommageant l’ADN). Il en résulte la libération du cytochrome c par la mitochondrie et l’activation subséquente de la Caspase-9 ;
- la voie du réticulum endoplasmique : libère la caspase 12.

Ces trois voies convergent en activant les caspases-3 et -7, qui sont des caspases exécutrices responsables de la mort cellulaire. XIAP régule alors les trois voies par sa capacité de se lier et d’inhiber les caspases-3, -7 et -9.
Les protéines mitochondriales Smac (le second activateur mitochondrial des caspases) et Omi sont des inhibitrices de XIAP. La préparation de la cascade apoptotique implique l'inactivation de XIAP grâce à la libération de ces protéines mitochondriales dans le cytoplasme où ils se lient à XIAP au niveau des domaines qui interagissent avec les caspases.

### Mécanisme d’inhibition des caspases
Le peptide amino-terminal précédant le domaine BIR2 se lie au site de liaison du substrat, alors que le motif de liaison IAP (IBM = IAP-binding motif) de la petite sous unité de la caspase-3 interagit avec le domaine BIR2 au niveau d’une structure appelée IBM-interacting groove. Ce mécanisme d'inhibition conduit à une occlusion stérique du site actif.
Le domaine BIR2 est responsable de l’inhibition de la caspase-7 également.
Le IBM de la caspase-9 se lie avec le IBM-interacting groove de BIR3 facilitant ainsi les interactions entre l’hélice carboxyterminale de BIR3 et l’interface de dimérisation de la caspase-9. Cela prévient la dimérisation de la caspase-9.
Le domaine RING possède une activité ligase E3 de l’ubiquitine, il dirige alors la dégradation des protéines cibles par le protéasome.
Par l'intermédiaire de son domaine RING, XIAP favorise l'ubiquitination et la dégradation subséquente des caspases actives -9 et -3. XIAP ubiquitine également son inhibiteur endogène Smac.

### Activation de NF-κB
Le domaine BIR1 de XIAP interagit directement avec TAB1 afin d’induire l’activation de NF-κB. TAB1 est une protéine adaptatrice qui va conduire à l’activation de la kinase TAK1, qui fait partie de la voie NF-κB.

## Autres fonctions de XIAP
Récemment un rôle de XIAP dans l'homéostasie du cuivre a été mis en évidence. La ligase E3 du domaine RING de XIAP ubiquitine et favorise la dégradation de COMMD1, une protéine qui favorise l’efflux du cuivre de la cellule. Par le biais de ses effets sur COMMD1, XIAP peut réguler l'exportation du cuivre de la cellule. 
Des études ont montré que XIAP est également impliqué dans la régulation du cycle cellulaire. XIAP lie les régulateurs du cycle cellulaire MAGE-D1 et NRAGE, mais la signification de cette interaction est inconnue.

## Ciblage de XIAP pour le traitement des tumeurs malignes
Puisque XIAP est une protéine inhibitrice de l’apoptose, elle constitue alors une cible intéressante pour les agents thérapeutiques pour le traitement des tumeurs malignes.
Les trois éléments suivants montrent que XIAP est une cible thérapeutique potentielle :
- La surexpression de XIAP dans des cellules en culture confère la résistance à la chimithérapie.
- Le knock-out de XIAP en utilisant le petit ARN interférent restaure la chimiosensibilité d’une variété de cellules malignes.
- Le knock-out de XIAP n’est pas toxique pour les cellules normales.

Les régions pouvant être ciblées par les drogues sont :
- Le domaine BIR2 : les mutations dans la région amino-terminale précédant le domaine BIR2 de XIAP abolissent complètement la capacité de XIAP d’inhiber la caspase-3, mais les mêmes mutations entraînent seulement la réduction de la capacité de XIAP d'inhiber la caspase-7. En revanche, les mutations dans le domaine BIR2 réduisent équitablement l’inhibition des caspases-3 et -7. Ceci suggère que la région amino-terminale précédant le domaine BIR2 et le domaine BIR2 peuvent être exploités pour créer de nouveaux inhibiteurs de XIAP pour le traitement des tumeurs malignes.
- Le domaine BIR 3 : le domaine BIR 3 bloque la caspase-9 dans sa forme monomérique inactive avec le site catalytique incompétent. Cette interaction est cruciale pour la liaison et l'inhibition de la caspase-9 par BIR 3. Le domaine BIR3 serait alors une excellente cible pour les drogues.
- Le domaine RING : les mutations au niveau du domaine RING réduisent mais n’abolissent pas les effets anti-apoptotiques de XIAP. Ces données suggèrent que les inhibiteurs de la ligase E3 de XIAP pourraient être d’utiles compléments thérapeutiques au traitement des tumeurs malignes.

Actuellement[Quand ?], deux approches sont utilisées pour élaborer des inhibiteurs de XIAP :
- Les oligonucléotides antisens dirigés contre XIAP sont en cours d’évaluation dans les essais cliniques.
- Des petites molécules inhibitrices ciblant les domaines BIR2 et BIR3 sont en développement préclinique. Ces molécules miment les actions des inhibiteurs endogènes de XIAP tel que le Smac[1].

## Maladie héréditaire associée à XIAP
Le syndrome lymphoprolifératif lié au chromosome X (XLP) est une rare immunodéficience héréditaire caractérisée par une lymphohistiocytose, une hypogammaglobulinémie et des lymphomes. Ce syndrome se développe habituellement à la suite d'une infection par le virus d'Epstein-Barr (EBV). 
Des mutations dans la protéine associée à l’activation de la signalisation des lymphocytes (SAP) sont à la base de 60 % des cas familiaux de XLP.
Des mutations dans le gène qui code la protéine XIAP ont été identifiées chez des patients de trois familles atteintes de XLP mais sans mutations dans SAP. Ces mutations conduisent à l'expression d’une XIAP défectueuse. Il a été démontré que l'apoptose des lymphocytes chez les patients souffrant d'un déficit de XIAP est augmentée en réponse à divers stimuli comme le récepteur de la mort cellulaire Fas.
Il a été aussi constaté que les patients souffrant d'un déficit de XIAP et les patients ayant un déficit en SAP ont un faible nombre de cellules tueuses T (NKT). XIAP est alors nécessaire pour la survie et/ou la différenciation des cellules NKT. Ces observations renforcent l’hypothèse que les cellules NKT ont un rôle clé dans la réponse immunitaire contre l’EBV. 
De plus, l'identification d'une immunodéficience XLP qui est causée par des mutations dans XIAP, a montré que XIAP est une protéine régulatrice de l'homéostasie des lymphocytes in vivo.

## Conclusion
La structure et le mécanisme biochimique de XIAP sont très bien connus. Cette protéine est capable d'inhiber à la fois la phase de préparation et d'exécution de la cascade des caspases. De plus, XIAP est fréquemment surexprimée dans les cellules malignes. La mise au point de nouveaux médicaments ciblant XIAP pourrait alors améliorer l’état de santé des patients atteints de tumeurs malignes.